# Tavastehus

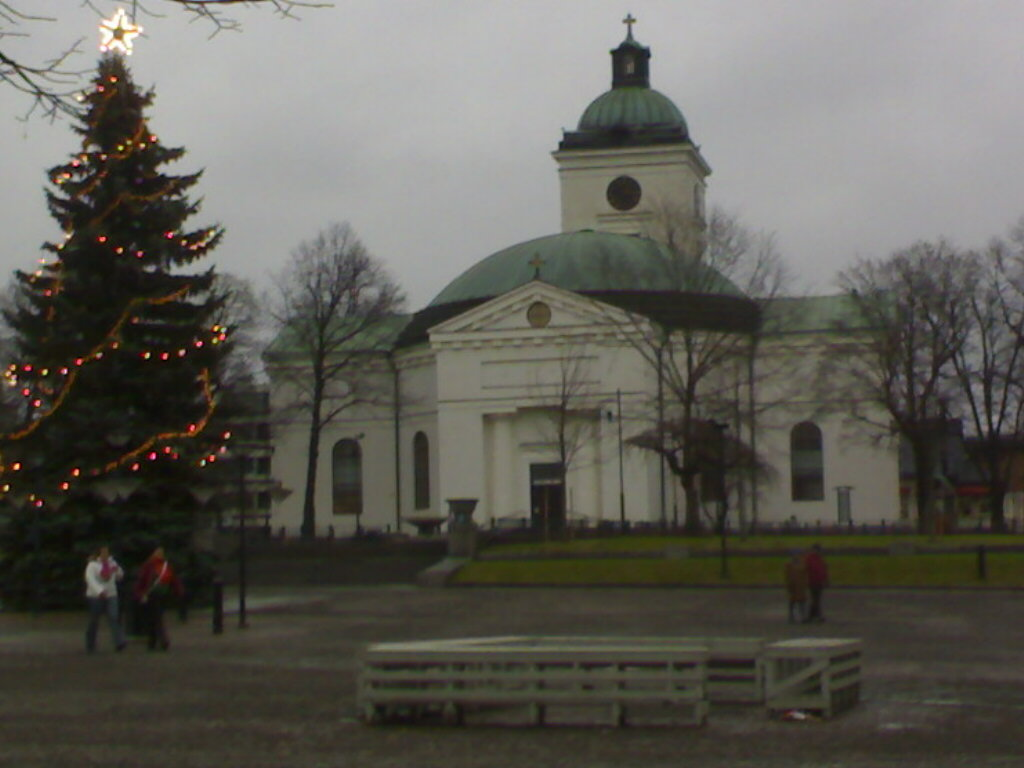
Tavastehus kyrka i december 2006.

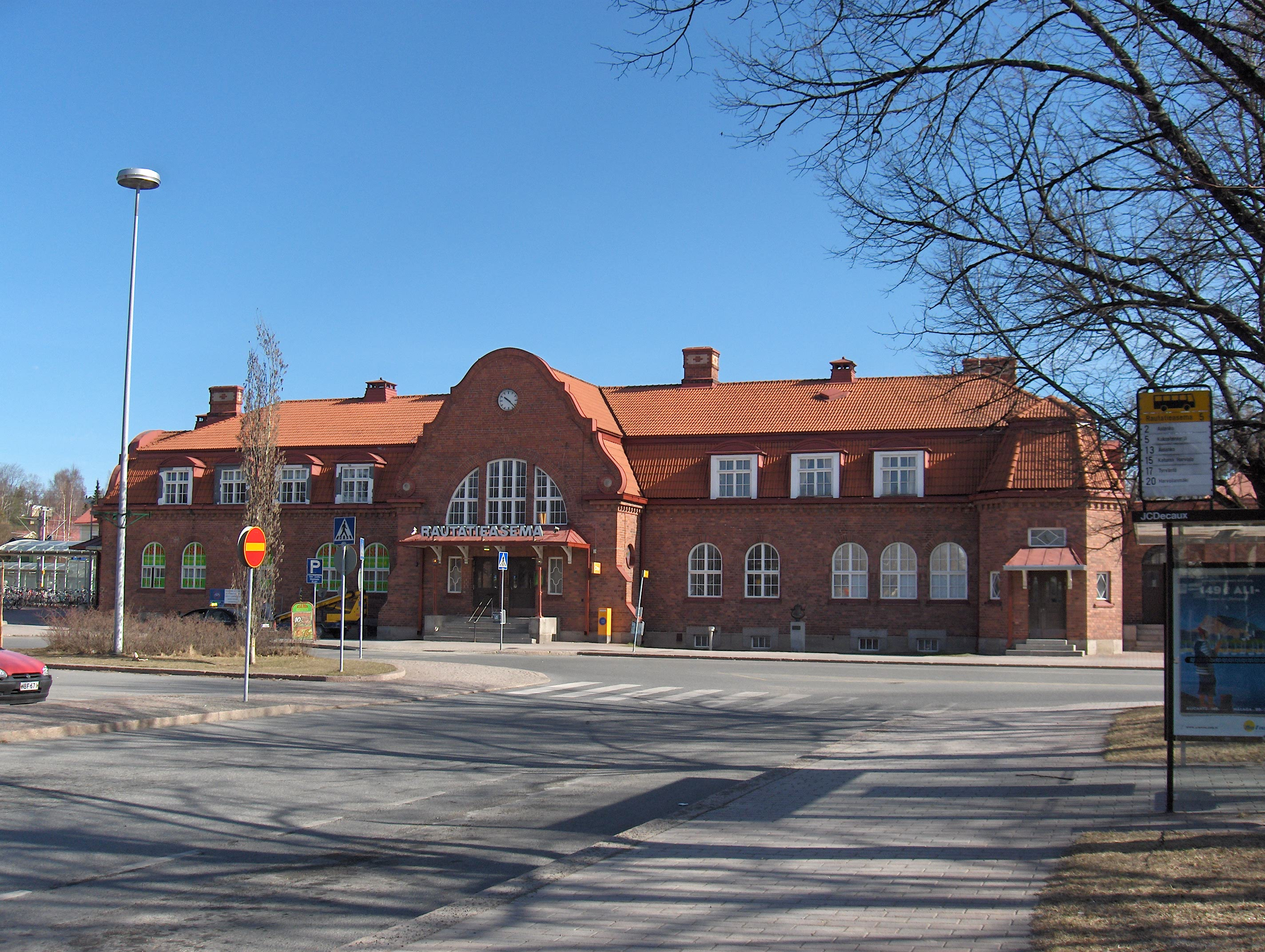
Tavastehus järnvägsstation.

Tavastehus ([tavasteˈhʉ̟ːs]; finska: Hämeenlinna [ˈhæmeːnˌlinːɑ]) är en stad i landskapet Egentliga Tavastland i Finland. Tavastehus stads centralort är själva tätorten Tavastehus, med 49 462 invånare (2012). Staden är belägen 98 kilometer norr om Helsingfors och 75 kilometer sydost om Tammerfors. Tavastehus gränsar till följande tretton kommuner: Ackas, Asikkala, Hattula, Hausjärvi, Hollola, Janakkala, Loppi, Padasjoki, Pälkäne, Tammela, Urdiala och Valkeakoski.
Staden har 67 971 invånare och en total areal på 2 031,52 km². I dagsläget är Tavastehus stad är indelad i 46 stadsdelar 
Tavastehus stads språkliga status är enspråkigt finsk. Till skillnad från till exempel Tammerfors finns det inte heller någon svensktalande minoritet som är tillräckligt stor för att upprätthålla svenskspråkigt kulturliv. Däremot finns tillgång till viss svenskspråkig service, såsom grundläggande utbildning, daghem, förskola och eftis och räknas därför som en svensk språkö.
Tavastehus var residensstad för Södra Finlands län mellan 1997 och 2009, då länen avskaffades som administrativ enhet i Finland. Södra Finlands regionförvaltningsverk har i dag sitt huvudsäte i staden. Från 1860-talet till 1996 var Tavastehus Tavastland läns residensstad.
Tavastehus tillhör Egentliga Tavastlands välfärdsområde.

## Historia

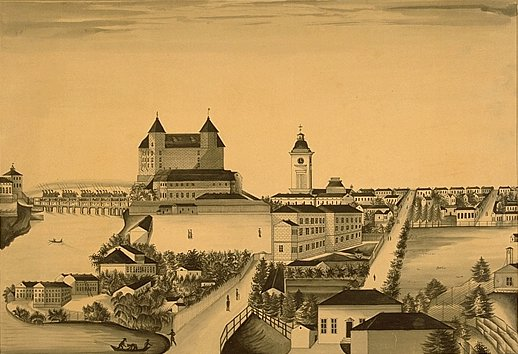
Tavastehus på 1850-talet.

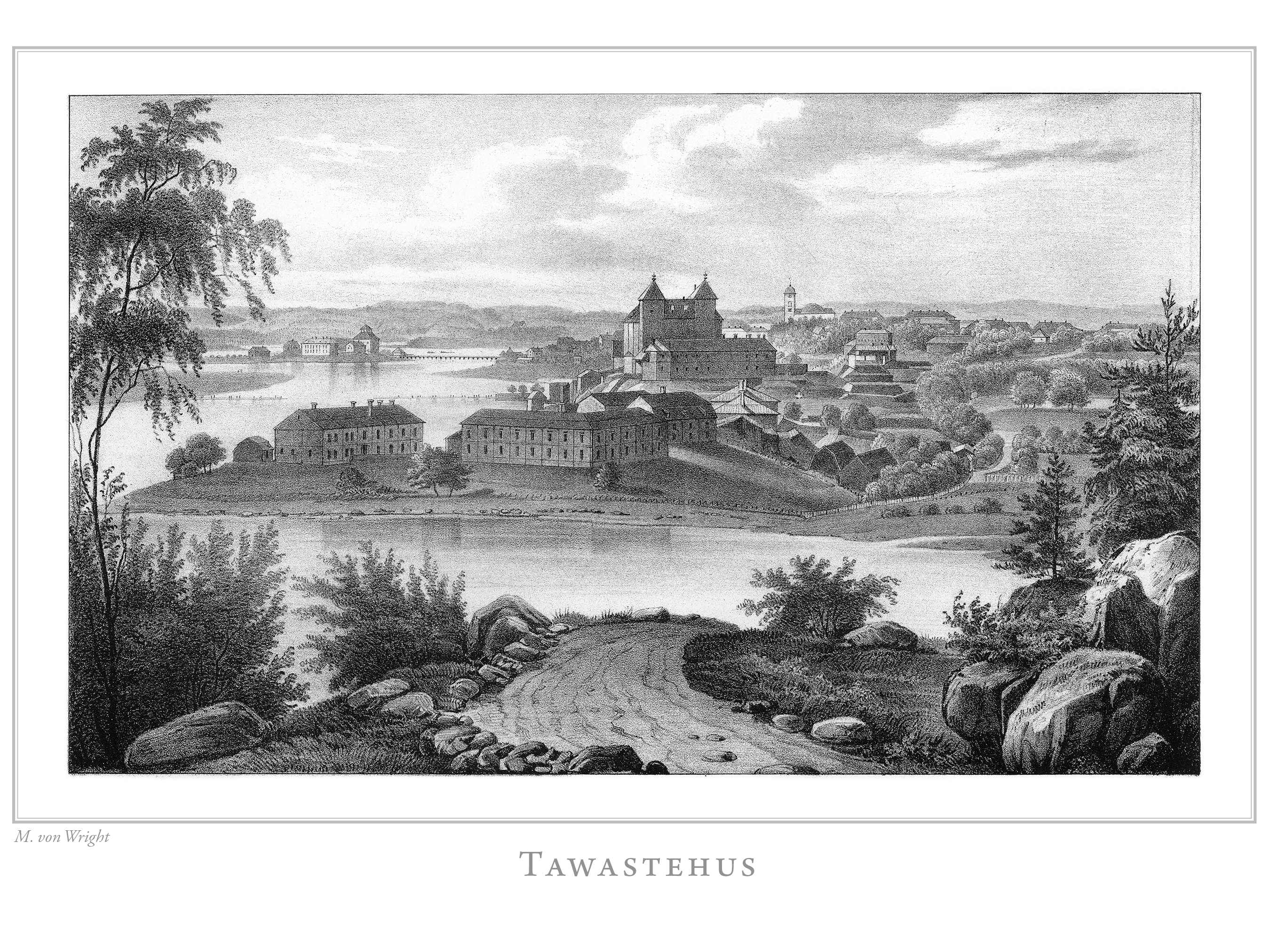
Litografi i Finland framstäldt i teckningar utgiven 1845-1852.

Tavastehus fick stadsprivilegier år 1639 av Per Brahe d.y., men det hade funnits viss byggnation runt Tavastehus slott redan tidigare. Mellan 1776 och 1798 flyttades staden från sin plats norr om Tavastehus slott till sin nuvarande plats strax söder om slottet. Efter en brand 1831, då två tredjedelar av bebyggelsen i staden ödelades, uppbyggdes Tavastehus enligt en regelbunden plan med breda gator. Tavastehus har sedan 1862 haft järnvägsförbindelse med Helsingfors och sedan 1876 med Tammerfors. Under inbördeskriget 1918 var Tavastehus ett av de rödas huvudfästen, men intogs 26 april av de tyska hjälptrupperna under ledning av Rüdiger von der Goltz. Finlands första nationalstadspark grundades i Tavastehus år 2001. Nationalstadsparkens hela område utgör 738 hektar.

### Kommunreformer
- Tavastehus landskommun (finska: Hämeenlinnan maalaiskunta) inkorporerades 1948 med Tavastehus stad.
- En del av Vånå kommun (finska: Vanaja) inkorporerades 1967 med Tavastehus stad.
- Vid årsskiftet 2009/2010 slogs kommunerna Hauho, Kalvola, Lammi, Renko och Tuulos samman med staden Tavastehus.

## Politik

### Mandatfördelning i Tavastehus stad, valen 1976–2021
| 7 | 20 |  | 4 |  | 17 |

| 5 | 22 |  |  |  | 18 |

| 5 | 21 |  |  |  |  | 19 |

| 4 | 21 |  |  |  |  | 20 |

| 4 | 19 | 4 | 4 |  |  |  | 15 |

| 3 | 20 | 5 |  |  |  | 18 |

| 3 | 18 | 6 |  | 3 | 3 | 17 |

| 3 | 19 | 6 |  | 3 |  | 17 |

| 25 | 26 |

|  | 20 | 4 |  | 8 | 3 | 20 |

| 33 | 26 |

| 3 | 17 | 3 | 10 | 6 | 3 | 17 |

| 28 | 31 |

| 3 | 14 | 6 | 6 | 5 | 3 | 14 |

| 24 | 27 |

|  | 14 | 5 | 10 | 4 |  | 14 |

| 27 | 24 |

### Vänorter
Tavastehus har tolv officiella vänorter. Det finns ett tätt samarbete med Tartu i Estland, även om städerna inte har undertecknat ett vänortsavtal.
- Celle, Tyskland, sedan 1971
- Bærums kommun, Norge, sedan 1950
- Frederiksbergs kommun, Danmark, sedan 1947
- Hafnarfjörður, Island, sedan 1950
- Püspökladány, Ungern, sedan 1987
- Toruń, Polen, sedan 1989
- Tver, Ryssland, sedan 1954, samarbetet avbröts 2022
- Uppsala kommun, Sverige, sedan 1940
- Weimar, Tyskland, sedan 1961
- Lucca, Italien, sedan 2019
- Sumy, Ukraina, sedan 2024

## Ekonomi och infrastruktur

### Näringsliv
- Service: 41 %
- Industri: 21 %
- Handel, restaurang, hotell: 15 %
- Finans och försäkring: 11 %
- Transport och kommunikation 5 %

Ett axplock industrier och företag inom staden
- Huhtamäki Oyj, Polarcup
- Iittala Group
- Konecranes Oyj
- Patria Vehicles Oy
- Rautaruukki Oyj, Abp
- Sisu Akselit Oy

## Demografi

### Befolkningsutveckling
| Befolkningsutvecklingen i Tavastehus stad 1975–2020                                                          | Befolkningsutvecklingen i Tavastehus stad 1975–2020 | Befolkningsutvecklingen i Tavastehus stad 1975–2020 | Befolkningsutvecklingen i Tavastehus stad 1975–2020 | Befolkningsutvecklingen i Tavastehus stad 1975–2020 |
| --- | --------------------------------------------------- | --------------------------------------------------- | --------------------------------------------------- | --------------------------------------------------- |
| |                                                     |                                                     |                                                     |                                                     |
| År |                                                     |                                                     | Folkmängd                                           |                                                     |
| 1975 | 1975                                                |                                                     | 58 864                                              |                                                     |
| 1980 | 1980                                                |                                                     | 59 224                                              |                                                     |
| 1985 | 1985                                                |                                                     | 59 767                                              |                                                     |
| 1990 | 1990                                                |                                                     | 61 222                                              |                                                     |
| 1995 | 1995                                                |                                                     | 62 080                                              |                                                     |
| 2000 | 2000                                                |                                                     | 63 033                                              |                                                     |
| 2005 | 2005                                                |                                                     | 64 271                                              |                                                     |
| 2010 | 2010                                                |                                                     | 66 829                                              |                                                     |
| 2015 | 2015                                                |                                                     | 68 011                                              |                                                     |
| 2020 | 2020                                                |                                                     | 67 848                                              |                                                     |
| Anm: Uppgifterna avser förhållandena den 31 december nämnda år enligt områdesindelningen den 1 januari 2022. |                                                     |                                                     |                                                     |                                                     |

### Språk
Befolkningen efter språk (modersmål) den 31 december 2022. Finska, svenska och samiska räknas som inhemska språk då de har officiell status i landet. Resten av språken räknas som främmande. För språk med färre än 10 talare är siffran dold av Statistikcentralen på grund av sekretesskäl. Språk med färre än 100 talare har räknats ihop för att minska tabellens storlek.
| Språk                                        | Talare 2022-12-31 | Talare 2022-12-31 |
| Språk                                        | Antal             | Andel (%)         |
| -------------------------------------------- | ----------------- | ----------------- |
| Hela befolkningen                            | 68 043            | 100,0             |
| Inhemska språk totalt                        | 64 018            | 94,1              |
| Finska                                       | 63 759            | 93,7              |
| Svenska                                      | 254               | 0,4               |
| Samiska                                      | 5                 | 0,0               |
| Främmande språk totalt                       | 4 025             | 5,9               |
| Estniska                                     | 485               | 0,7               |
| Ryska                                        | 449               | 0,7               |
| Arabiska                                     | 444               | 0,7               |
| Persiska                                     | 318               | 0,5               |
| Polska                                       | 254               | 0,4               |
| Somaliska                                    | 223               | 0,3               |
| Engelska                                     | 217               | 0,3               |
| Turkiska                                     | 200               | 0,3               |
| Thailändska                                  | 136               | 0,2               |
| Kurdiska                                     | 118               | 0,2               |
| Språk med fler än 10 men färre än 100 talare | 1 062             | 1,6               |
| Språk med färre än 10 talare                 | 119               | 0,2               |

|  | Finska (93,7 %) |

|  | Svenska (0,4 %) |

|  | Samiska (0,0 %) |

|  | Främmande språk (5,9 %) |

|  | Finska (93,7 %) |

|  | Svenska (0,4 %) |

|  | Samiska (0,0 %) |

|  | Främmande språk (5,9 %) |

## Kultur

### Utbildning
Tavastehus är värdestad för Tavastehus yrkeshögskola. Flera finländska kulturpersonligheter, så som Jean Sibelius och Juho Kusti Paasikivi, har gått på Tavastehus lyceum (finska: Hämeenlinnan lyseo), som grundades 1873. Till de övriga gymnasier i Tavastehus hör Kaurialan lukio, och Lammin lukio i Lampis. 

### Sevärdheter

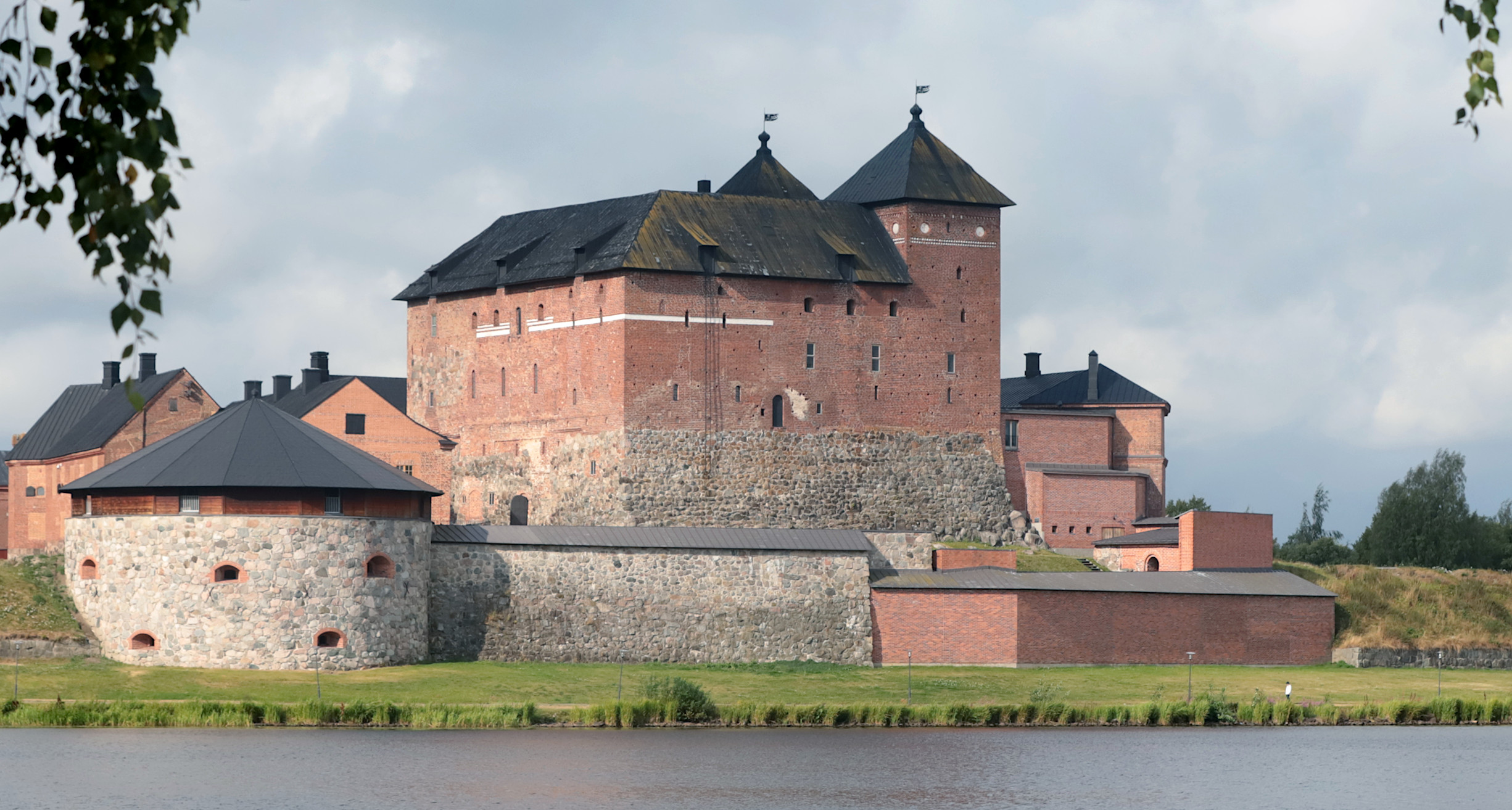
Tavastehus slott.

- Tavastehus slott är en medeltida borg
- Tavastehus stads historiska museum
- Tavastehus kyrka
- Finlands Artillerimuseum
- Fängelsemuseum. Museet är inhyst i det gamla länsfängelset[14]
- Karlberg (finska: Aulanko) är ett park- och friluftsområde, där det finns möjlighet till all slags fritidssysselsättning. Här finns bland annat badhus, restauranger, spainrättning, golfbanor, motionsspår och inkvarteringsmöjligheter.[15]
- Tavastehus konstmuseum
- Jean Sibelius födelsehem är i dag ett museum
- Av herrgårdarna märks Kattis (finska Katinen) och Vånå gård (finska Vanaantaka)

### Idrott
Tavastehus är känt för sitt ishockeylag Hämeenlinnan Pallokerho (HPK) som spelar i FM-ligan. HLPK Lentiskerho har blivit finska mästare i volleyboll ett stort antal gånger.

### Kända personer med anknytning till Tavastehus
- J.K. Paasikivi (född: Johan Gustaf Hellstén), Finlands president mellan 11 mars 1946 och 1 mars 1956
- Jean Sibelius, tonsättare. (J. Sibelius födelsehemort.)
- Eino Leino (född: Einar Lönnblohm), diktare
- Mikael Vasunta, journalist, manusförfattare och översättare
- Theodor Weissman, sångare och skådespelare

### Religion
Följande församlingar inom Evangelisk-lutheska kyrkan i Finland bildar Tavastehus kyrkliga samfällighet:
- Tavastehus-Vånå församling
- Hauho församling
- Lampis församling

Av Ortodoxa kyrkan i Finlands församlingar har Helsingfors ortodoxa församling verksamhet i Tavastehus.

#### Tidigare församlingar
Lista över tidigare församlingar som har funnits inom Tavastehus stads nuvarande område:
- Tavastehus landsförsamling (uppgick i Tavastehus församling år 1948).
- Tavastehus församling (sammanlades med Vånå församling år 2003. Bildade Tavastehus-Vånå församling).
- Rengo församling (uppgick i Tavastehus-Vånå församling år 2011).
- Tulois församling (uppgick i Lampis församling år 2019).
- Vånå församling (bildade Tavastehus-Vånå församling tillsammans med Tavastehus församling år 2003).
- Kalvola församling (uppgick i Tavastehus-Vånå församling år 2023).
- Tavastehus ortodoxa församling (uppgick i Helsingfors ortodoxa församling år 2021).